# Парето (муниципалитет)
Парето (итал. Pareto) — коммуна в Италии, располагается в регионе Пьемонт, в провинции Алессандрия.
Население составляет 649 человек (2008 г.), плотность населения составляет 16 чел./км². Занимает площадь 41 км². Почтовый индекс — 15010. Телефонный код — 019.
Покровителями коммуны почитаются святые апостолы Пётр и Павел, празднование 29 июня.

## Демография
Динамика населения:

## Города-побратимы
- Кауто-Кристо, Куба

## Администрация коммуны
- Официальный сайт: